# Гвозьдзянка
Близянка (пол.  Blizianka, русин. Гвоздянка) — село в Польше в гмине Небылец Стшижувского повета Подкарпатского воеводства.

## География
Село располагается в 4 км от административного центра гмины села Небылец, 9 км от административного центра повета города Стшижув и 19 км от центра воеводства города Жешув. Возле села протекает река Гвозьдзянка, которая является притоком реки Вислок.

## История
Первые документированные сведения о селе относятся к 1581 году. С XV века село принадлежало шляхетскому роду Маховских. Во второй половине XVIII село перешло в собственность Станислава Лемпицкого. В XIX веке село несколько раз переходило в собственность разных владельцев.
В 1787 году в селе проживало 216 человек, в 1890 году — 344 году, в 1930 году — 428 человек, в 2001 году — 348 человек. До середины XIX века значительное большинство населения села было русинами. В 1930 году в селе проживало 268 русинов-украинцев и 160 поляков. После Второй мировой войн украинцы были высланы во время акции «Висла». Часть из них была переселена на Украину в окрестности Тернополя, другая часть — на присоединённые к Польше Западные земли.
В 1865 году в Близянке бы построен деревянный грекокатолический храм святых Космы и Дамиана, который после высылки русинов-украинцев в 1947 году был передан латинской общине.
C 1975 по 1998 год Гвозьница-Дольна входила в Жешувское воеводство.